# Deimachos (Sohn des Neleus)
Deimachos (altgriechisch Δηίμαχος Dēímachos) ist in der griechischen Mythologie ein Sohn des Neleus, des Gründers der messenischen Stadt Pylos (s. Palast des Nestor), und der Chloris.
Er ist der Bruder der Pero und des Tauros, Asterios, Pylaon, Eurybios, Epilaos, Phrasios, Eurymenes, Euagoras, Alastor, Nestor und Periklymenos. Als Herakles Pylos erobert, wird Deimachos mit seinen Geschwistern getötet, allein Nestor wird verschont.
In einem Scholion zu Homers Ilias wird als sein Name Lysimachos (Λυσίμαχος Lysímachos) angegeben.